# Florian Leopold Gassmann
Pour les articles homonymes, voir Gassmann.
Florian Leopold Gassmann est un compositeur autrichien originaire de Bohême, né à Brüx le 3 mai 1729 et mort à Vienne le 21 janvier 1774.

## Biographie
De 1757 à 1762, il écrit un opéra chaque année pour le carnaval de Venise, tout en dirigeant le chœur féminin du conservatoire de Venise en 1757.
En 1763, il succède à Gluck comme compositeur de ballets de la Cour à Vienne, où l'empereur Joseph II d'Autriche le prend d'affection. En 1764, il s'occupe de la musique de chambre, avant de devenir le chef d'orchestre de la Cour en 1772.
En 1766, Gassmann rencontre le jeune Antonio Salieri à Venise et l'invite à le rejoindre à Vienne afin de suivre des cours de composition basés sur le Gradus ad Parnassum de Johann Joseph Fux. En 1771, Gassmann fonde la Tonkünstlersozietät (Société musicale des artistes) et compose son oratorio La Betulia liberata pour l'occasion.
Les deux filles de Gassmann, Anna Fux et Therese Rosenbaum, ont été des chanteuses qui ont reçu l'enseignement de Salieri. Therese Rosembaum s'est particulièrement illustrée comme interprète de la musique de Mozart.

## Œuvres

### Opéras
- Merope (1757)
- Issipile (1758)
- Gli uccellatori (1759)
- Filosofia ed amore (1760)
- Ezio (1761, révisé en 1770)
- Catone in Utica (1761)
- Un pazzo ne fà cento (1762)
- L'Olimpiade (1764)
- Il trionfo d'amore (1765)
- Achille in Sciro (1766)
- Il viaggatore ridicolo (1767)
- Amore, e Psiche (1767)
- L'amore artigiano (1767)
- La notte critica (1768)
- L’Opera seria (1769)
- La contessina (1770)
- Il filosofo innamorato (1771)
- Le pescatrici (1771)
- I rovinati (1772)
- La casa di campagna (1773)

### Autre œuvres vocales
- Cantates Amore, e venere (1768) et L’amor timido
- Oratorio La Betulia Liberata (1772)
- 5 messes

### Autres compositions
- Environ 50 symphonies
- Six quatuors à cordes
- Deux trios pour flûte, violon et alto.